# 丙二烯
丙二烯是一种有机化合物，结构简式为H2C=C=CH2。它是最常见的累积二烯烃，有连续的两个碳碳双键。常温常压下为无色气体，略带甜味，与丙炔之间存在互变异构，且平衡常数很大，是重要的基础有机化学原料。

## 与丙炔的互变异构
丙二烯的累积二烯烃结构不稳定，会发生分子内氢转移变为丙炔：
{\displaystyle {\ce {H3CC#CH <<=> H2C=C=CH2}}}
其平衡常数Keq = 0.22为 0.22（270℃）或 0.1（5℃）
其与丙炔的混合物称为曼普气（MAPP gas），是一种常用的工业燃气，常被用在焊接上。